# Qais

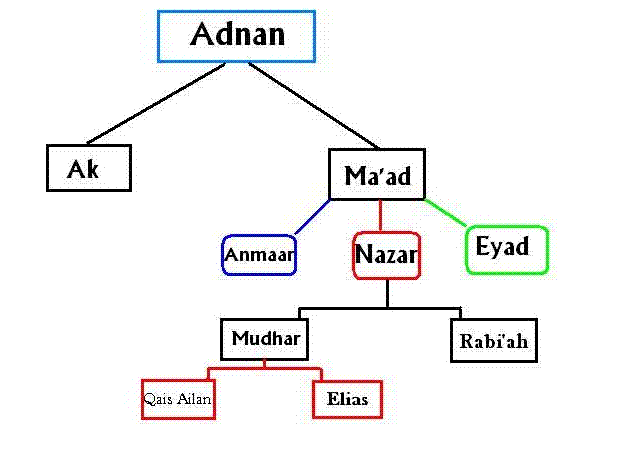
Descendencia de Adnan.

Qais (árabe: قيس), Qays, Qays Aylan, Kais, Kaisitas, Casi, Ma'additas o Nizaritas era una tribu (qwan) árabe beduina ramificada del subgrupo Mudar de los Adnanitas.

## Principales ramas de Qais
Las principales ramas de las tribus caisitas son los Banu Sulaym, Hawazin y Banu Ghatafan. Estos tres grandes grupos permanecieron en el este del Hiyaz hasta el siglo VII. Primero combatieron a los Ansar y Quraysh musulmanes, pero se convirtieron al Islam después de su derrota en la batalla de Hunayn.  Los Caisitas se ramifican en más subgrupos durante el califato omeya.

## Rivalidad Qais-Kalbí
La rivalidad entre Qais (beduinos) y los Banu Kalb (kalbíes, cultivadores sedentarios), que se extiende a las confederaciones tribales de los «árabes del norte» (Qais) y los «árabes del sur» o «yemeníes» (Kalb), queda firmemente establecida después de la batalla de March Ráhit (684). 
Las batallas entre los ansar musulmanes de la tribu Azd y los Qais, en aquel entonces tribus paganas de Arabia, continuarán hasta el siglo XVIII, en batallas libradas entre ellos, independientemente de las afiliaciones religiosas, en Túnez, Sicilia, Siria, Líbano y España. Serán motivaciones preferentemente políticas sobre todo en el marco del califato omeya (661-750), que tendrán, en su mayoría, un especial favoritismo hacia los kalbíes.

## Qais y el islam
En los tiempos preislámicos las tribus Qais eran conocidas por ser una amenaza constante a las caravanas que pasaban por Néyed o Hiyaz. Los Quraysh les pagaban un tercio de su cosecha anual para ayudar a eliminar a los musulmanes de Yathrib (Medina).

### Saqueo de Al-Qudr (624)
Después de la batalla de Badr los Banu Salim se prepararon para atacar Yathrib. Los musulmanes salieron de Badr después de su victoria allí, saquearon el oasis de al-Qudr y se llevaron 500 camellos como botín.

### Batalla de Ahzab (627)
Las tribus Qais fueron los segundos mayores contribuidores de combatientes para la batalla de Ahzab, solo por detrás de la tribu Quraysh.

### Batalla de Jáibar (629)
Durante la Batalla de Ahzab, los judíos de Jáibar establecieron un acuerdo de defensa conjunta con la tribu de los Ghatafan.
Los musulmanes atacaron la fortaleza judía, por lo que los judíos hicieron un llamamiento a sus aliados para pedirles ayuda. Aproximadamente 4000 combatientes ghatafaníes marcharon hacia Jáibar. Sin embargo, los Banu Ghatafan experimentaron una experiencia extraordinaria, según la tradición islámica. Por ella, las tribus ghatafaníes temían que sus familiares fueran amenazados y volvieron a casa.